# Yvonne Ripa de Roveredo
Yvonne Ripa de Roveredo, née le 27 avril 1882 à Marseille et morte en 1976, est une graveuse, peintre et écrivaine française.

## Biographie
Yvonne Ripa de Roveredo naît le 27 avril 1882 à Marseille. Elle est l'élève de Fréderic Anselme Lottin. Elle expose à Paris, au Salon des artistes français, dont elle devient membre en 1922, au Salon de la Société Nationale des Beaux-Arts et au Salon d'Automne.
Elle pratique la gravure sur feuille d'or.
Elle est également écrivaine.
Elle est la première présidente de l'Union française des clubs soroptimistes.
Yvonne Ripa de Roveredo meurt en 1976.

## Publications
- Vibrations réminiscences, Paris, Aux dépens de l'auteur, 1928 (présentation en ligne).
- Conversations entre le moi et le soi - essais, 1963, 125 p. (lire en ligne) (Préface de Tristan Klingsor).